# Гиганты
Гига́нты (др.-греч. Γίγαντες; ед. ч. Γίγας) — в древнегреческой мифологии великаны.
У Гесиода гиганты являются божествами, сыновьями Геи (Земли), которая была оплодотворена каплями крови, упавшими из отрезанных Кроносом половых органов Урана (Неба), а также семенем своего второго мужа — жестокого и ужасного божества Тартара.
По Гомеру, дикие, исполинские и родственные богам существа (порождены Геей); их царь Евримедонт был убит богами, со всем народом, за нечестие.

## Гигантомахия

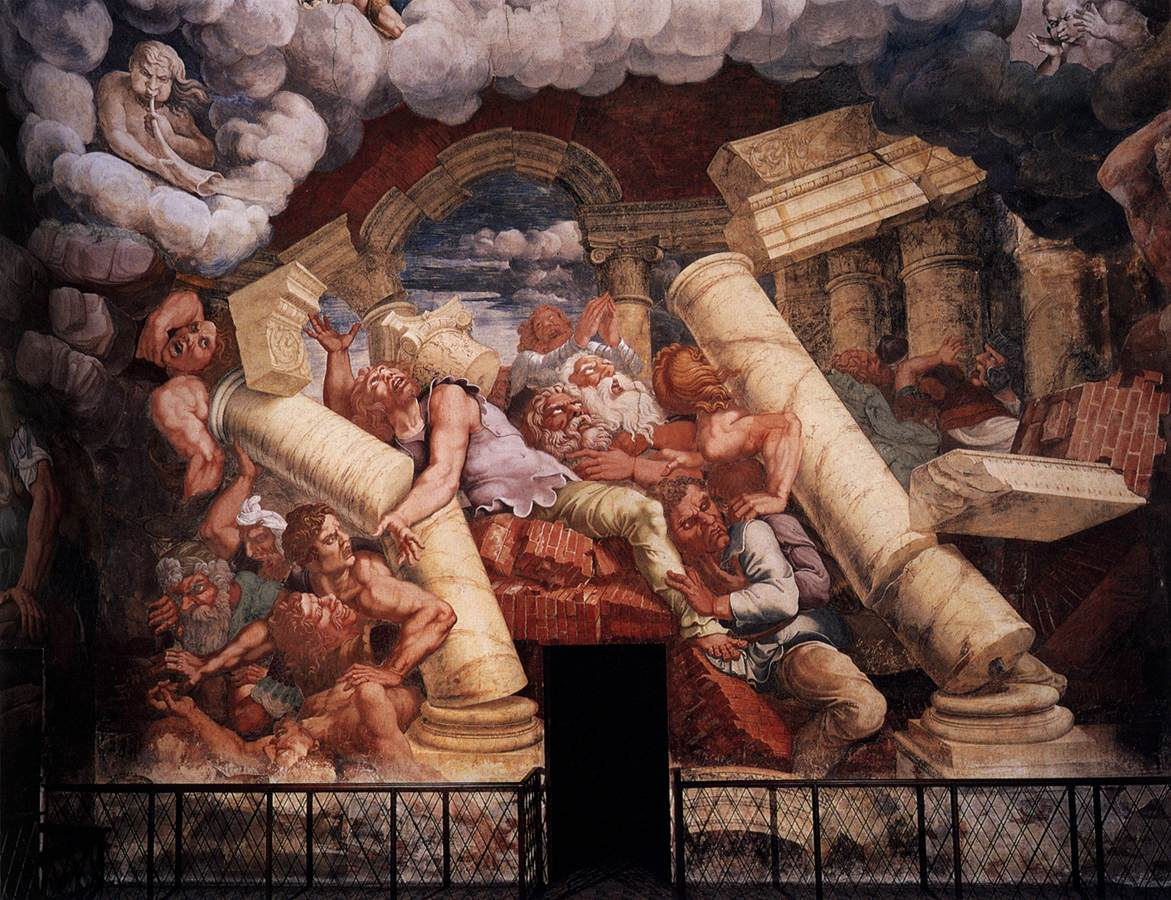
«Падение Гигантов». Фреска из зала Гигантов палаццо дель Те, Мантуя.

О борьбе гигантов с Зевсом и другими олимпийцами, гигантомахии (греч. γῐγαντομᾰχία, букв. «битва с гигантами»), сообщают только позднейшие авторы. Так, согласно мифическому сказанию, Гея, разгневанная заключением титанов в Тартар, родила огромных чудовищ с телом человека до пояса, с драконовыми хвостами вместо ног (рождены от Геи и Тартара). Они имели косматые густые волосы и длинные бороды. Нижние конечности переходили в покрытые чешуёй тела драконов. По традиции каждый гигант был вооружён копьём (исключение — Полибот, враг Посейдона сражался трезубцем, как и сам бог морей). Всего гигантов было 150, но среди них было лишь 12 самых главных и могущественных, которые должны были победить 12 богов Олимпа: по одному гиганту на одного бога-олимпийца. Таким образом, самый старший гигант по имени Алкионей был рождён с целью свергнуть самого Аида, Энкелад был врагом Афины, Полибот родился, чтобы уничтожить Посейдона, Мимант — погибель Гефеста, а Порфирион — как соперник Зевса. Но эти гиганты, согласно пророчеству богинь судьбы и Геры (жены Зевса) были уязвимы: их может убить бог, но только с помощью сил полубога. Поэтому в помощь в новой войне боги призвали древних героев.
С Флегрейских полей , которые обыкновенно помещаются в вулканических странах (на крайнем Западе, в Кампании, Аркадии, Фессалии и других), принялись они поражать Олимп обломками скал и горящими стволами дерев. Родились на Флегрейских полях или на Паллене. По аркадянам, битва произошла у местечка Бафос в Аркадии.
Возгорелась ужасная битва, в которой боги, благодаря помощи циклопов, сторуких великанов и Геракла, одержали победу и перебили гигантов: некоторые из них погребены под вулканическими островами (например Энкелад — под Сицилией, Полибот — под Косом). Согласно Лукану, Афина показала им голову Горгоны и они стали горами.

## В преданиях, литературе и искусстве
С очень раннего времени гигантов стали смешивать с титанами, а позднее с другими исполинскими чудовищами (Тифоном, Алоадами и Сторукими).
Кости гигантов хранились в Мегалополе. Из ихора тел гигантов возникли зловонные струи источника в Левтернии (Южная Италия). Последние гиганты были погребены под островом Миконос. Остатки гигантов находили на Капри.
Комедию «Гигантомахия» написал древний комик Гегемон. Искусство изображало гигантов то в виде героев-великанов, то в виде змеиноногих существ, мечущих скалы.

## Имена гигантов
Всего гигантов было 150. По Цецу, было до 100 гигантов, он сохранил 34 имени.
Среди них: Алкионей (греч. Ἀλκυονεύς), Афон (Ἄθως), Клитий (Κλυτίος), Энкелад (Ἐγκέλαδος), Эхион (Ἐχίων), Паллант (Πάλλας).
В различных источниках гигантами также именуются Алпос, Антей, Аргос Панопт, Аск, Афон (см. Фракия), Гоплодам (см. Аркадия), Дамис, Евримедонт, Милин (Крит), Неиды (Самос), Полибот (Кос), Сарпедон (Фракия),Антей.
Аполлон убил некоего Гиганта, угрожавшего Трое.
Знаком ++ помечены имена, испорченные в рукописи книги Гигина.
- +Абес+ Гигант[18].
- Агрий. Гигант[18]. Убит мойрами, сражавшимися медными палицами[19].
- Алкионей. Погибель Аида. Убит Аидом и Гераклом в Беотии.
- Гратион. Гигант. Убит Артемидой[19].
- Дамастор(возможно Дамасен). Погибель Ареса. Был мирным и за убийство Мэонийского дракена низвергнут в Тартар. Гигант, побеждён Афиной[20]
- Еврит[21]. Гигант[18]. Его убил тирсом Дионис[19].
- Иапет. Гигант[18]. Возможно, спутан с титаном.
- Ипполит[22]. Гигант. Убит Гермесом во время гигантомахии[19].
- +Иэний+ Гигант[18].
- Кебрион. Гигант[23].
- Кей. По Гигину, Кой (Кей) — гигант[24][25], а среди титанов его не упоминает[18].
- Клитий[26]. Гигант. Геката убила его, ударив факелом[19].
- Колофон. Гигант[18].
- +Менефриар+ Гигант[18].
- Мимант. Гигант, убитый Гефестом.
- +Мофий+ Гигант[18].
- От. Гигант[18].
- Офион[27]. Гигант[28].
- Паллант. Козлоногий летающий гигант. Убит Афиной.
- Пелор. Гигант[18]. Побеждён Аресом[29][30].
- Полибот. Гигант, погибель Посейдона. Убит Посейдоном и погребен под архипелагом Додеканес.
- Порфирион. Сильнейший из гигантов, погибель Зевса. Убит молнией Зевса и стрелой Геракла.
- Рек (Ройк). Гигант[18].
- Рет[31]. Гигант, побеждённый Дионисом[32]. См. Еврит.
- Стероп. Гигант[33].
- Теомис. Гигант[18].
- Тифон. (Тифей.) Гигант[18][34]. «Тифон младший» — противник Диониса[35].
- Тоон (Фон/Фоонт) Гигант. Убит мойрами, сражавшимися медными палицами[19].
- Феодамант. Гигант[18].
- Фурий. Гигант, убитый Гераклом и Гефестом. Изображение на троне в Амиклах[36].
- Эгеон. Гигант с Евбеи, которого преследовал Посейдон, он бежал, был убит во Фригии и похоронен под островом Бесбик у мыса Посейдона[37]. Его тёзка — см. Бриарей.
- +Элент+, Гигант[18].
- Эмфит. Гигант[18].
- Энкелад. Огнедышащий гигант, главный враг Афины. Убит ею же, похоронен под Сицилией.
- Эфиальт. Гигант[18]. Аполлон поразил его стрелой в левый глаз, а Геракл — в правый[19].
- +Эффракоридон+. Гигант[18].
- Эхион. Гигант, побеждён Афиной[38].